# Monocromie

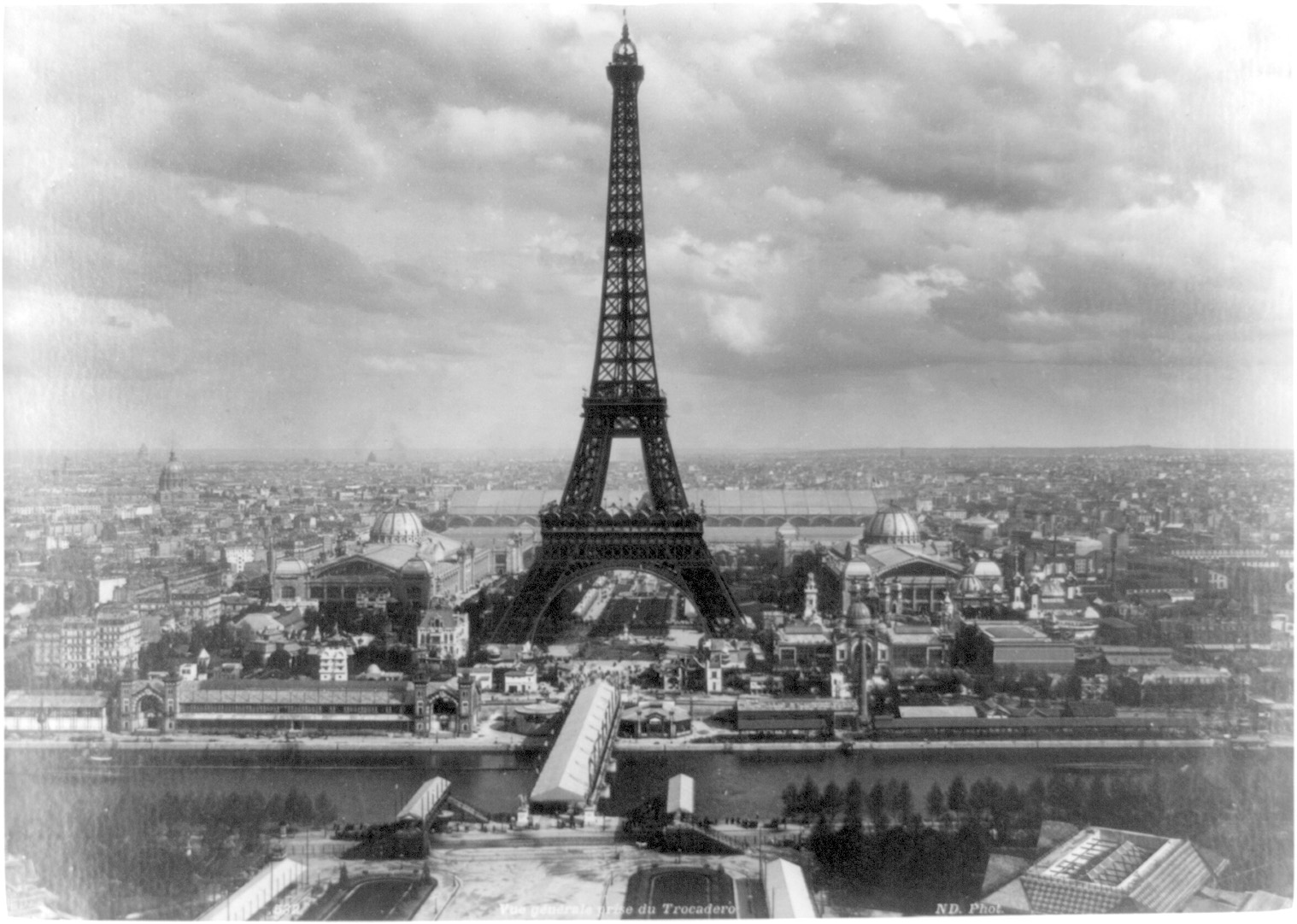
Monocromie alb-negru: Turnul Eiffel în timpul Expoziției Universale de la Paris din 1889

Monocromie color: dispozitivele de vedere nocturnă produc de obicei imagini monocrome, tipic din nuanțe de verde

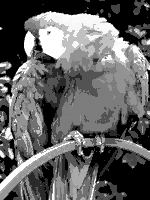
O fotografie a unui papagal ara redusă la o paletă monocromă de cu un număr limitat de nuanțe de gri

O imagine monocromatică sau monocromă este formată din tonuri (luminozitate, umbre) ale unei singure culori. Termenul de monocrom vine din greacă μονόχρωμος (monocromos), însemnând „având o singură culoare”.
Un obiect sau o imagine monocromatice reflectă doar tonuri dintr-o gamă limitată de nuanțe (în informatică, parametrul hue). Imaginile formate doar din tonuri de gri se spune că sunt în alb-negru. 
În fizică o lumină monocromatică se referă la o lumină vizibilă dintr-o bandă îngustă de lungimi de undă (v. culoare spectrală).

## Aplicații
La o imagine, termenul „monocrom” este considerat de obicei ca fiind același lucru cu „alb-negru” sau, mai probabil, cu o imagine „în tonuri de gri”, dar poate fi folosit și pentru a se referi la alte combinații care conțin doar tonuri ale unei singure culori, cum ar fi verde și alb sau roșu și alb. Se poate referi, de asemenea, la tonurile de sepia care afișează tonuri de la cafeniu deschis la maro închis sau imagini în cianotipie (întâlnite în documentațiile tehnice) și metode fotografice timpurii, cum ar fi dagherotipia sau ferotipia, oricare dintre ele putând fi utilizate pentru a produce o imagine monocromatică.
În informatică termenul „monocrom” are două sensuri:
- imaginea poate avea doar o culoare, care poate fi activată sau nu (cunoscută ca imagine binară),
- imaginea poate avea grade de luminozitate ale unei culori.

Un monitor monocrom este un dispozitiv de afișare (ecran, display) cu o singură culoare, verde, ambră, roșu sau alb-negru, adesea putând afișa tonuri ale acelei culori.
În cinematografie, filmele monocrome sunt normal în alb-negru. Deși imaginile color erau posibile spre sfârșitul secolului al XIX-lea, filmele în culori au apărut abia la mijlocul anilor 1930.
În fotografia digitală, imaginile monocrome se obțin sau din captarea de către senzor doar a intensității luminii, sau prin prelucrări ulterioare ale imaginilor color, inclusiv balansarea canalelor roșu, albastru și verde (RGB). Balansarea canalelor permite obținerea de efecte artistice. De exemplu, folosirea doar a canalului culorii roșii are un efect similar cu un filtru roșu asupra unui film pancromatic. Dacă se elimină canalul roșu, efectul este similar cu imaginile obținute cu un film ortocromatic sau cu folosirea unui filtru cian la un film pancromatic. Balansarea canalelor oferă numeroase efecte artistice în imaginea finală monocromă.
La anaglife culorile originale ale stereogramelor sursă trebuie inițial estompate pentru a simplifica realizarea imaginilor. Apoi cele două imagini care vor forma imaginea stereoscopică se virează în două culori complementare, de obicei roșu și cian.

## În fizică
În fizică o lumină monocromatică este o radiație electromagnetică de o singură frecvență. Totuși, nicio sursă de radiație electromagnetică nu este pur monocromatică, deoarece aceasta ar necesita, ca o consecință a transformatei Fourier, o undă de durată infinită. Chiar și surse foarte coerente, cum ar fi laserii, funcționează într-o gamă de frecvențe (cunoscută sub numele de lățimea liniei spectrale). În practică, lumina filtrată (separată de o rețea de difracție) și lumina laser sunt denumite în mod obișnuit monocromatice. Adesea sursele de lumină pot fi comparate și etichetate ca „mai monocromatice”. Un dispozitiv care izolează o bandă îngustă de frecvențe de o sursă de lățime de bandă mai largă se numește monocromator, chiar dacă lățimea sa de bandă este specificată explicit, înțelegându-se astfel că de fapt lucrează într-o gamă de frecvențe.